# Volei Municipal Zalău
Volei Municipal Zalău (bis 2013 Remat Zalău) ist ein rumänischer Männer-Volleyballverein aus Zalău. Der Verein wurde 1948 gegründet und spielt in der höchsten rumänischen Liga. Von 1997 bis 1999, von 2010 bis 2012 und 2017 wurde Volei Municipal Zalău siebenmal Rumänischer Meister sowie 2012, 2015 und 2016 dreimal Rumänischer Pokalsieger. Von 2010 bis 2013 trat Remat Zalău auch in der Champions League an.